# Monumentul consacrat începutului operației militare Iași-Chișinău
Monumentul consacrat începutului operației militare Iași-Chișinău este un monument amplasat în Chițcani, raionul Căușeni, Republica Moldova. Este un monument istoric de importanță națională inclus în Registrul monumentelor Republicii Moldova ocrotite de stat cu nr. 1298 (raionul Slobozia).